# Santa Cecília do Pavão
Santa Cecília do Pavão is een gemeente in de Braziliaanse deelstaat Paraná. De gemeente telt 3.695 inwoners (schatting 2009).

## Aangrenzende gemeenten
De gemeente grenst aan Assaí, Nova Santa Bárbara, Santo Antônio do Paraíso, São Jerônimo da Serra en São Sebastião da Amoreira.